# Campionati del mondo di duathlon long distance del 2017
I Campionati del mondo di duathlon long distance del 2017 (XIX edizione) si sono tenuti a Zofingen in Svizzera, in data 3 settembre 2017.
Tra gli uomini ha vinto il russo Maxim Kuzmin, mentre la gara femminile è andata per la quarta volta consecutiva - dopo le edizioni del 2014, 2015 e 2016 - alla britannica Emma Pooley.

## Risultati

### Élite uomini
| Pos. | Atleta                 | Paese         | Corsa    | Bici     | Corsa    | Totale   |
| ---- | ---------------------- | ------------- | -------- | -------- | -------- | -------- |
|      | Maxim Kuzmin           | Russia        | 00:31:33 | 03:52:02 | 02:04:15 | 06:31:04 |
|      | Seppe Odeyn            | Belgio        | 00:30:49 | 03:54:17 | 02:04:38 | 06:32:30 |
|      | Søren Bystrup          | Danimarca     | 00:30:49 | 03:55:41 | 02:05:29 | 06:34:52 |
| 4    | Gaël Le Bellec         | Francia       | 00:31:47 | 03:51:56 | 02:10:17 | 06:36:55 |
| 5    | Yannick Cadalen        | Francia       | 00:30:49 | 03:57:38 | 02:07:39 | 06:39:10 |
| 6    | Rolf Wermelinger       | Svizzera      | 00:30:49 | 03:55:40 | 02:10:14 | 06:39:44 |
| 7    | Jarmo Rissanen         | Finlandia     | 00:33:05 | 03:56:55 | 02:11:26 | 06:44:34 |
| 8    | Michele Paonne         | Liechtenstein | 00:32:18 | 03:56:10 | 02:15:18 | 06:46:53 |
| 9    | Fabian Zehnder         | Svizzera      | 00:30:49 | 03:57:35 | 02:15:57 | 06:47:26 |
| 10   | Alistair Eeckman       | Stati Uniti   | 00:31:47 | 03:57:52 | 02:15:58 | 06:50:01 |
| 11   | Marc Widmer            | Svizzera      | 00:32:18 | 03:56:17 | 02:19:38 | 06:51:19 |
| 12   | Kasper Laumann Hartlev | Danimarca     | 00:31:34 | 04:12:18 | 02:04:51 | 06:51:48 |
| 13   | Raphael Lee            | Svizzera      | 00:34:13 | 04:05:33 | 02:15:53 | 06:58:41 |
| 14   | Rui Narigueta          | Portogallo    | 00:32:18 | 04:07:21 | 02:16:33 | 06:59:28 |
| 15   | Thomas Bruins          | Paesi Bassi   | 00:30:50 | 04:08:30 | 02:17:11 | 06:59:50 |
| 16   | Jochen Neyrinck        | Belgio        | 00:32:51 | 04:07:11 | 02:17:13 | 07:00:20 |
| 17   | Daniel Vatter          | Svizzera      | 00:34:08 | 04:05:03 | 02:20:18 | 07:03:04 |
| 18   | Andreas Kälin          | Svizzera      | 00:32:09 | 04:07:43 | 02:20:52 | 07:03:57 |
| 19   | Julian Lings           | Regno Unito   | 00:31:54 | 04:01:39 | 02:27:59 | 07:04:37 |
| 20   | Ueli Bieler            | Svizzera      | 00:35:32 | 04:18:58 | 02:11:58 | 07:11:32 |
| 21   | Alexandre Cellier      | Belgio        | 00:31:55 | 04:23:04 | 02:19:40 | 07:17:52 |
| 22   | Grigoris Skoularikis   | Grecia        | 00:34:48 | 04:20:03 | 02:32:04 | 07:30:19 |
| 23   | Peter Ellis            | Regno Unito   | 00:33:58 | 04:19:24 | 02:30:58 | 07:30:25 |
| 24   | Dave Brow              | Australia     | 00:35:46 | 04:23:46 | 02:34:21 | 07:38:33 |
| 25   | Frederic Lureau        | Francia       | 00:34:51 | 04:15:26 | 03:22:34 | 08:17:10 |

### Élite donne
| Pos. | Atleta              | Paese       | Corsa    | Bici     | Corsa    | Totale   |
| ---- | ------------------- | ----------- | -------- | -------- | -------- | -------- |
|      | Emma Pooley         | Regno Unito | 00:36:13 | 04:19:16 | 02:21:06 | 07:21:04 |
|      | Miriam Van Reijen   | Paesi Bassi | 00:37:03 | 04:47:28 | 02:20:14 | 07:48:19 |
|      | Katrin Esefeld      | Germania    | 00:37:39 | 04:38:00 | 02:29:54 | 07:49:05 |
| 4    | Nina Zoller         | Svizzera    | 00:37:53 | 04:35:18 | 02:41:59 | 07:59:16 |
| 5    | Sabrina Monmarteau  | Francia     | 00:36:11 | 04:48:24 | 02:40:40 | 08:09:07 |
| 6    | Melanie Maurer      | Svizzera    | 00:37:07 | 04:45:20 | 02:44:06 | 08:10:53 |
| 7    | Céline Bousrez      | Francia     | 00:39:29 | 04:46:24 | 02:45:02 | 08:15:19 |
| 8    | Virginie Soenen     | Belgio      | 00:36:51 | 04:54:03 | 02:41:07 | 08:16:01 |
| 9    | Maja Jacober        | Svizzera    | 00:42:15 | 04:45:21 | 02:45:38 | 08:18:32 |
| 10   | Deborah Ghyselen    | Belgio      | 00:39:45 | 04:58:09 | 02:52:40 | 08:34:19 |
| 11   | Airi Sawada         | Giappone    | 00:38:01 | 05:11:49 | 02:40:28 | 08:34:59 |
| 12   | Christelle Hattingh | Sudafrica   | 00:39:52 | 05:09:34 | 02:46:03 | 08:39:37 |